# Гарри Поттер и Принц-полукровка (саундтрек)
| Оценки критиков | Оценки критиков |
| Источник        | Оценка          |
| --------------- | --------------- |
| AllMusic        | [ 1 ]           |
| Empire          | [ 2 ]           |
| Filmtracks      | [ 3 ]           |
| Movie Music UK  | [ 4 ]           |
| Movie Wave      | [ 5 ]           |

«Гарри Поттер и Принц-полукровка (саундтрек)» (англ. Harry Potter and the Half-Blood Prince (Original Motion Picture Soundtrack)) — альбом, выпущенный 14 июля 2009 года, за день до премьеры одноимённой киноленты, и содержащий в себе композиции, вошедшие в саундтрек шестого фильма из серии о Гарри Поттере — «Гарри Поттер и Принц-полукровка». Композитором, как и предыдущего саундтрека, стал Николас Хупер.
Альбом был номинирован на премию «Грэмми» в номинации «Лучший саундтрек».
Это первый альбом из всех, который вошёл в тройку лучших саундтреков, по версии Billboard. Данный альбом занимал самую высокую позицию в чартах, в сравнении с остальными саундтреками.
Данный саундтрек входит в программу Мельбурнского симфонического оркестра.

## Маркетинг
30 апреля 2009 года на официальном сайте Warner Bros. была опубликована обложка саундтрека.
В мае была сообщена предварительная дата выпуска альбома — 7 июля.
До выпуска саундтрека на официальном сайте в фоновом режиме проигрывалась композиция «Ginny». 17 июня на сайте были доступны отрывки уже трёх треков и стал доступен предзаказ альбома на iTunes. Спустя два дня, 19 июня, на сайте Virgin Mobile были доступны 13 рингтонов из альбома.
30 июня 2009 года на радио AOL состоялась эксклюзивная премьера саундтрека, в конце каждого часа проигрывалось по одному треку из альбома.
4 июля с 9 утра радио Classic FM в Великобритании в рамках шоу Марка Форреста саундтрек проигрывался в прямом эфире.
8 июля появилась возможность прослушать саундтрек полностью на Yahoo! Music.
14 июля состоялась премьера альбома. При покупке саундтрека на физическом носителе покупатель получал и возможность скачивания этих треков с диска. К компакт-диску прилагались такие бонусы, как рингтоны для звонка, а также эксклюзивные сцены озвучивания.
После выхода альбома Николас Хупер отказался от дальнейшего сотрудничества с продюсерами фильма. Одной из причин послужило желание Уильямса (композитора первых трёх фильмов) вернуться к работе с фильмом.

## Список композиций
| №            | Название композиции                                     | Длительность |
| ------------ | ------------------------------------------------------- | ------------ |
| 1            | Opening (Открытие)                                      | 2:54         |
| 2            | In Noctem (Ночь)                                        | 2:00         |
| 3            | The Story Begins (История начинается)                   | 2:05         |
| 4            | Ginny (Джинни)                                          | 1:30         |
| 5            | Snape & the Unbreakable Vow (Снегг и непреложный обет)  | 2:50         |
| 6            | Wizard Wheezes (Волшебные вредилки)                     | 1:42         |
| 7            | Dumbledore’s Speech (Речь Дамблодора)                   | 1:31         |
| 8            | Living Death (Живая смерть)                             | 1:55         |
| 9            | Into the Pensieve (Омут памяти)                         | 1:45         |
| 10           | The Book (Книга)                                        | 1:44         |
| 11           | Ron’s Victory (Победа Рона)                             | 1:44         |
| 12           | Harry & Hermione (Гарри и Гермиона)                     | 2:52         |
| 13           | School! (Школа!)                                        | 1:05         |
| 14           | Malfoy’s Mission (Миссия Малфоя)                        | 2:53         |
| 15           | The Slug Party (Вечеринка Слизнорта)                    | 2:11         |
| 16           | Into the Rushes (Сквозь камыши)                         | 2:33         |
| 17           | Farewell Aragog (Прощание с Арагогом)                   | 2:08         |
| 18           | Dumbledore’s Foreboding (Предчувствие Дамблдора)        | 1:18         |
| 19           | Of Love & War (Любовь и война)                          | 1:17         |
| 20           | When Ginny Kissed Harry (Когда Джинни поцеловала Гарри) | 2:38         |
| 21           | Slughorn’s Confession (Исповедь Слизнорта)              | 3:33         |
| 22           | Journey to the Cave (Путешествие в пещеру)              | 3:08         |
| 23           | The Drink of Despair (Напиток отчаяния)                 | 2:44         |
| 24           | Inferi in the Firestorm (Инферналы в огненном шторме)   | 1:53         |
| 25           | The Killing of Dumbledore (Убийство Дамблдора)          | 3:34         |
| 26           | Dumbledore’s Farewell (Прощание с Дамблдором)           | 2:22         |
| 27           | The Friends (Друзья)                                    | 2:00         |
| 28           | The Weasley Stomp (Топот Уизли)                         | 2:51         |
| Длительность | Длительность                                            | 62:40        |

- «Opening» и «Ginny» содержат мелодию «Hedwig’s Theme», написанную Джоном Уильямсом.
- «Ron’s Victory» содержит мелодию «The Quidditch Match», также написанную Джоном Уильямсом.

## Успех саундтрека
- Композитор Николас Хупер был номинирован на премию «Грэмми» за этот саундтрек.
- Саундтрек выиграл награду Richard Attenborough Film Awards в номинации «Classic FM Film Music of the Year Award»[21].
- В июле 2009 года саундтрек возглавил чарт Топ-20 CineRadio[22] и продержался в десятке лучших до декабря[23].
- Альбом занял третью строчку в чарте «Лучший саундтрек»[10], продержавшись в чарте 7 недель[24].
- В августе саундтрек попал в чарт «Лучшие продажи альбомов», попав на 29 строку[25][26]. На той же строчке саундтрек разместился и в чарте Billboard 200[27].
- В чарте «Независимые альбоме» саундтрек дебютировал на 4 место[28].